# Barbara Hershey
Barbara Hershey rođena kao Barbara Lynn Herzsetin (Hollywood, Kalifornija, 5. veljače 1948.) je američka glumica.

## Mlade godine
Barbara Hershey se rodila 1948. kao dijete irske majke i židovskog oca, Arnolda Herzsteina, koji je bio kolumnist na konjskim utrkama. Pohađala je Hollywood srednju školu. 1965. je nastupila u tri epizode serije „Gidget“, a kasnije i u seriji „The Monroes“ u kojoj je pisala anonimna pisma producentu tražeći da ju ukine jer je snimanje bilo takvo razočaranje za nju.

## Karijera
1972. dobila je glavnu ulogu u filmu „Boxcar Bertha“ koji je režirao tada nepoznati Martin Scorsese a producirao Roger Corman. Tijekom snimanja, Hershey je Scorseseu dala kopiju svoje najdraže knjige „Posljednje Kristovo iskušenje“ Nikosa Kazantzakisa. Scorsese je bio toliko fasciniran knjigom da je sljedećih 16 godina proveo pokušavati snimiti ju, a kada mu je to uspjelo dao je njoj ulogu Marije Magdalene. Tako je Hershey postala jedina žena koja je igrala dvije glavne uloge u neka dva Scorsesejeva filma. Tijekom 70-ih nije imala uspjeha na filmu te je često nastupala u TV filmovima kao što su „Poplava“ i „Sunčani Božić“. 1980. nastupila je u hvaljenom filmu „Kaskader“ koji joj je revitalizirao karijeru. 1981. nastupila je u horor filmu „Entitet“ – u kojem je igrala ženu koju siluje nevidljivo paranormalno biće – a koji je toliko zadivio glumca Michaela Douglasa da joj je ponudio uloge u filmovima „Fatalna privlačnost“ i „Dan ludila“ – prvu je odbila, no drugu je prihvatila.
Film „Put u svemir“ je bio hvaljen od kritike, a Woody Allen je s njom snimio hvaljenu tragikomediju „Hannah i njezine sestre“ – u kojoj je glumila ženu koja započne aferu sa suprugom svoje sestre – a koja je osvojila Zlatni globus za najbolji film u kategoriji komedije ili mjuzikla. Zanimljivo, Hershey je jedina glumica u povijesti koja je osvojila nagradu za glumu dva puta za redom na filmskom festivalu u Cannes; prvi put za film „Sramežljivi ljudi“, a drugi put za „Udaljeni svjetovima“. Za ulogu prostitutke Marije Magdalene u hvaljenom, ali i kontroverznom filmu „Posljednje Kristovo iskušenje“ je nominirana za Zlatni globus, ali su joj i fundamentalni kršćani mjesecima slali pisma s prijetnjama ubojstvom. 1988. je za ulogu u filmu „Beaches“ stavila kolagen u svoje usne što je privuklo negativne kritike medija. 1990. osvojila je Zlatni globus za uogu u TV seriji „Ubojstvo u malom gradu“. Za ulogu u drami „Portret jedne dame“ je nominirana za Oscara. Među novije zapažene filmove u kojima je glumila je i australska drama „Lantana“.
Bila je u ljubavnoj vezi s Davidom Carradineom s kojim je 1972. dobila sina, Toma Carradinea. 1992. se udala za Stephena Douglasa, ali se od njega razvela za godinu dana. Od 1998. do 2010., bila je vezi s glumcem Naveenom Andrewsom.

## Izabrana filmografija
- 1970. Oslobađanje L. B. Jonesa
- 1972. Boxcar Bertha
- 1975. Ti i ja
- 1980. Kaskader
- 1983. Put u svemir
- 1984. Potpuno prirodno
- 1986. Hannah i njezine sestre – nominacija za BAFTA-u
- 1987. Sramežljivi ljudi
- 1988. Posljednje Kristovo iskušenje – nominacija za Zlatni globus
- 1993. Dan ludila
- 1996. Portret jedne dame – nominacija za Oscara i Zlatni globus
- 2001. Lantana

## Vanjske poveznice
- IMDb profil
- NNDb.com
- Slike Barbare Hershey
- Intervju